# Маппет-шоу из космоса
«Маппет-шоу из космоса» (англ. Muppets from Space) — художественный фильм, где основными действующими лицами являются персонажи Маппет-шоу.

## Сюжет
Пытаясь найти свою семью, Гонзо и его приятель Риццо обнаруживают, что его потерянные родители — это инопланетяне с далёкой планеты. Решив поведать миру в телешоу мисс Пигги о том, что «мы не одиноки во Вселенной», Гонзо становится мишенью для агента-параноика.

## В ролях
- Дэйв Гоэлз
- Стив Уитмайр
- Роб Шнайдер
- Билл Барретта
- Джерри Нельсон — Робин / Стэтлер / Убергонзо
- Брайан Хенсон
- Кевин Клэш — Клиффорд
- Фрэнк Оз
- Джеффри Тэмбор — Эдгар Сингер
- Ф. Мюррей Абрахам
- Дэвид Аркетт
- Кэти Холмс

## Съёмочная группа
- Режиссёр — Тим Хилл
- Сценарий — Джерри Джул, Джои Маззарино, Кен Кауфман
- Продюсеры — Брайан Хенсон, Алекс Роквэлл, Стефани Эллейн
- Оператор — Алан Казо
- Композиторы — Руперт Грегсон-Уильямс, Лайонел Ричи

## Факты
- Кассовые сборы фильма в США — 16 625 807 долларов.
- «Маппет-шоу из космоса» — шестой фильм из серии «Маппеты».